# 館林徳川家
館林徳川家（たてばやしとくがわけ）は、江戸時代前期に存在した大名家。館林宰相家、館林家とも。上野国館林藩主家（館林城主）。石高は25万石。江戸幕府3代将軍・徳川家光の四男・徳川綱吉を初代とする親藩で、綱吉の子・徳松までの2代続いた。官位が正三位・右馬頭（徳松は夭折のため無官）であったことから、左馬頭に任じられた甲府徳川家と並び、御両典（「典」は典厩、すなわち左馬頭の唐名）として、御三家の尾張徳川家、紀州徳川家に次ぎ、水戸徳川家をやや上回る高い家格をもっていた。

## 略歴
寛文元年（1661年）8月に綱吉が上野館林藩主となり、25万石を拝領したのに始まる。1680年5月、綱吉は嗣子のない兄の4代将軍・家綱の養嗣子となって江戸城二の丸に入ったため、藩主には子の徳松が就いた。同月家綱が死去して綱吉が将軍となり、綱吉の将軍就任に反対した大老・酒井忠清が失脚し、徳松が館林藩主のまま綱吉の世子と定められ、江戸城西の丸に入った。しかし、徳松は天和3年（1683年）閏5月28日に4歳で夭折したため、館林藩は廃藩となり、藩領は幕府直轄領に編入されて館林城も破却となり、館林徳川家は2代で廃絶した。

## 歴代当主
1. 徳川綱吉
2. 徳川徳松

## 館林徳川家の家臣団
寛文3年（1663年）- 4年頃の主な家臣は以下の通り。
- 年寄衆（家老）
  - 室賀正俊（下総守） - 6000石。
  - 曽我包助（伊賀守） - 5000石。
  - 本庄道芳（宮内少輔） - 4000石。綱吉生母・桂昌院の異母兄
  - 黒田用綱（信濃守） - 3000石。
  - 杉浦政清（大隅守） - 3000石。
- 奏者衆
  - 牧野成貞（兵部） - 2500石。
- 館林城代
  - 大久保忠辰（越中守） - 3000石。
- その他
  - 柳沢安忠（刑部左衛門） - 165石。勘定頭。柳沢吉保の父。